# Захальское муниципальное образование
Захальское муниципальное образование — сельское поселение в Эхирит-Булагатском районе Иркутской области Российской Федерации.
Административный центр — посёлок Свердлово.

## История
Первые свидетельства о поселении Куяда относятся к 1681 году. Название деревня получила от реки Куяды (река, бегущая по оврагу, заросшему ивняком), на берегу которой и расположилась деревня. С 1718 года Куяда была вотчиной Посольского монастыря, состояла из трёх домовладений. В 1734 г. начато строительство церкви, перевезённой из с. Оёк, была освящена в 1736 г. Церковь была деревянная с одним крестом, имела один престол во имя Святых апостолов Петра и Павла. В 1832 году церковь сгорела, 1837 г. была отстроена новая деревянная церковь, фрагменты стен которой сохранилось до наших дней. В начале 20 в. Приход включал в себя более трёх тысяч человек.
В 1894 г. было открыто Куядское одноклассное училище, которое содержал купец Нечаев Николай Ионович. В 1900 году обучалось 33 мальчика и 9 девочек, а окончили 2 мальчика и 5 девочек.
В 1910 году приход включал семь населённых пунктов: с. Куяда, д. Родовская, Захальская, Еловская, Бургасы, Петухово и выселок Ревякин, в которых насчитывалось около 4-х тысяч православных прихожан. Ещё около 4-х тысяч человек разных вероисповеданий проживало в улусах, относящихся к Куядскому приходу.
Во всех деревнях крестьяне держали скот, пахали и сеяли. Делились на зажиточных и бедняков, среди зажиточных выделялся Прусик, в доме которого в дальнейшем располагалась Захальская участковая больница.
В 1927 г. была организована коммуна, имущество, скот свезли на общественный двор. Объединили земли и работали сообща. В 1929 году коммуна распалась и был организован колхоз «Маяк», состоящий из 4-х артелей, которые в 1939 г. объединились. В 1934 году образовалась Свердловская МТС (на её базе образовался п. Свердлово).
В 1969 году из совхоза выделилось ОПХ «Элита», которое успешно работает до настоящего времени.
До июня 1991 года действовал Захальский сельский совет народных депутатов, который объединял 7 населённых пунктов: Захал, Куяда, Свердлово, Еловка, Рудовщина, Мурино, Красный Яр.
На балансе Захальского с/совета народных депутатов числились:
Захальский клуб, Еловский клуб, СДК «Колос», начальные школы и детские сады с. Захал, д. Еловка, д. Мурино, д. Красный Яр. Председатель Лысанов Михаил Иванович.
С июня 1991 года Захальский с/совет народных депутатов был переименован в администрацию Захальского сельского совета, которая действовала до 2003 года. Председатель Фёдоров Валентин Александрович, Купряков Сергей Иванович.
На основании федерального закона от 6.10.2003 года № 131 — ФЗ «Об общих принципах организации местного самоуправления в Российской Федерации», Законом округа № 67 — ОЗ от 30.12.2004 года «О статусе и границах муниципального образований Аларского, Баяндаевского, Боханского, Нукутского, Осинского, Эхирит-Булагатского района» вновь образованы муниципальные образования со статусом сельских поселений, в том числе было организовано сельское поселение Захальского муниципального образования с центром посёлок Свердлово, которое действовало до 2005 года.
С 2005 года сельское поселение Захальского муниципального образования переименовано в Захальскую сельскую администрацию, которая просуществовала до января 2006 года.
В январе 2006 года Захальская сельская администрация вновь переименована в администрацию Захальского муниципального образования, которая действует и по настоящее время.
Сейчас на территории Захальского МО находится 6 населённых пунктов: п. Свердлово, д. Куяда, д. Еловка, с. Захал, д. Рудовщина, д. Мурино. Проживает 1606 человек, из них 365 пенсионеров, 400 детей, работающее население — 661 человек. Действует ФГУП «Элита», Захальская участковая больница, Средняя школа им. П. С. Лухнёва, три начальных школы, четыре детских сада, две библиотеки, дом культуры, почта, пекарня, 10 магазинов.
Статус и границы сельского поселения установлены законом Усть-Ордынского Бурятского автономного округа от 30 декабря 2004 года № 67-оз «О статусе и границах муниципальных образований Аларского, Баяндаевского, Боханского, Нукутского, Осинского, Эхирит-Булагатского районов Усть-Ордынского Бурятского автономного округа».

## Население
| 2010  | 2011  | 2012  | 2013  | 2014  | 2015  | 2016  |
| ----- | ----- | ----- | ----- | ----- | ----- | ----- |
| 1599  | ↘1593 | ↘1565 | ↘1543 | ↘1538 | ↗1550 | ↗1562 |
| 2017  | 2018  | 2019  | 2020  |       |       |       |
| ↗1580 | ↘1576 | ↗1586 | ↗1595 |       |       |       |

## Состав сельского поселения
| № | Населённый пункт | Тип населённого пункта          | Население |
| - | ---------------- | ------------------------------- | --------- |
| 1 | Еловка           | деревня                         | ↘324      |
| 2 | Захал            | село                            | ↘369      |
| 3 | Красный Яр       | посёлок                         | →0        |
| 4 | Куяда            | деревня                         | ↘298      |
| 5 | Мурино           | деревня                         | ↘42       |
| 6 | Рудовщина        | деревня                         | ↘49       |
| 7 | Свердлово        | посёлок, административный центр | ↘483      |